# Pierre Aïm
Pour les articles homonymes, voir Aïm.
Pierre Aïm est un directeur de la photographie français né à Paris 9e le 31 janvier 1959.

## Filmographie
- 1987 : Le Panorama de Christophe Loizillon (court-métrage)
- 1988 : Anaon de François-Renaud Labarthe (court-métrage)
- 1988 : Matin de mariage de Gerard Jumel
- 1989 : La Jalousie de Christophe Loizillon (court-métrage)
- 1990 : Adrénaline (ensemble de treize courts-métrages)
- 1991 : Kaddish de Serge Seiton (court-métrage)
- 1992 : Assassins... de Mathieu Kassovitz (court-métrage)
- 1993 : Jacques le fataliste d'Antoine Douchet
- 1993 : Métisse de Mathieu Kassovitz
- 1994 : Une belle âme d'Éric Besnard
- 1995 : La Haine de Mathieu Kassovitz
- 1996 : Salut cousin ! de Merzak Allouache
- 1997 : Assassin(s) de Mathieu Kassovitz
- 1997 : Shabbat night fever de Vincent Cassel (court-métrage)
- 1997 : House of America de Marc Evans
- 1998 : Resurrection Man de Marc Evans
- 1998 : L'homme est une femme comme les autres de Jean-Jacques Zilbermann
- 1998 : Madeline de Daisy von Scherler Mayer
- 1999 : Monsieur le député de Christian Carion (court-métrage)
- 1999 : Le Sourire du clown de Éric Besnard
- 1999 : Mad Cows de Sara Sugarman
- 2000 : Le Jour de grâce de Jérôme Salle (court-métrage)
- 2000 : Julie en juillet (Im Juli) de Fatih Akın
- 2001 : Les Morsures de l'aube d'Antoine de Caunes
- 2002 : Mischka de Jean-François Stévenin
- 2002 : À la folie... pas du tout de Lætitia Colombani
- 2002 : Ces jours heureux d'Olivier Nakache et Éric Toledano (court-métrage)
- 2002 : Samouraïs de Giordano Gederlini (court-métrage[réf. nécessaire])
- 2002 : Vivre me tue de Jean-Pierre Sinapi
- 2002 : L'Homme invisible de David Charhon (Court-métrage)
- 2003 : Monsieur N. d'Antoine de Caunes
- 2003 : Janis et John de Samuel Benchetrit
- 2004 : Une vie à t'attendre de Thierry Klifa
- 2004 : Mariages! de Valérie Guignabodet
- 2004 : J'me sens pas belle de Bernard Jeanjean
- 2005 : Camping à la ferme de Jean-Pierre Sinapi
- 2005 : Wah-Wah de Richard E. Grant
- 2005 : Ernest Hemingway: Rivers to the Sea (TV)
- 2006 : Paris, je t'aime (ensemble de vingt courts-métrages)
- 2006 : Désaccord parfait d'Antoine de Caunes
- 2006 : Le Héros de la famille de Thierry Klifa
- 2007 : Le Créneau de Frédéric Mermoud
- 2008 : Bienvenue chez les Ch'tis de Dany Boon
- 2008 : J'ai toujours rêvé d'être un gangster de Samuel Benchetrit
- 2009 : Jaffa de Keren Yedaya
- 2009 : Le Bal des actrices de Maïwenn
- 2010 : Une petite zone de turbulences d'Alfred Lot
- 2011 : La Traque d'Antoine Blossier
- 2011 : Polisse de Maïwenn
- 2012 : Mince alors ! de Charlotte de Turckheim
- 2013 : Max de Stéphanie Murat
- 2014 : Un voyage de Samuel Benchetrit
- 2014 : Des lendemains qui chantent de Nicolas Castro
- 2015 : Asphalte de Samuel Benchetrit
- 2015 : Les Nouvelles Aventures d'Aladin d'Arthur Benzaquen
- 2017 : Le Caire confidentiel (The Nile Hilton Incident) de Tarik Saleh
- 2019 : Sympathie pour le diable de Guillaume de Fontenay
- 2019 : Banlieusards de Kery James et Leïla Sy
- 2021 : Cette musique ne joue pour personne de Samuel Benchetrit
- 2022 : Hommes au bord de la crise de nerfs d'Audrey Dana
- 2022 : The Contractor de Tarik Saleh
- 2023 : La Plus Belle pour aller danser de Victoria Bedos
- 2025 : Les Aigles de la République de Tarik Saleh
- 2025 : L'Homme qui a vu l'ours qui a vu l'homme de Pierre Richard

## Distinction et nominations

### Récompense
- Prix Lumière 2012 : Prix Lumières de la meilleure photographie pour Polisse

### Nominations
- Camerimage 1995 : Grenouille d'or pour La Haine
- Césars 1996 : César de la meilleure photographie pour La Haine
- Césars 2004 : César de la meilleure photographie pour Monsieur N.
- Césars 2012 : César de la meilleure photographie pour Polisse

### Décorations
- Officier de l'ordre des Arts et des Lettres en 2021[1]